# ロボスレイル
ロボスレイル（英語: Rovos Rail）は、南アフリカ共和国ハウテン州ツワネ都市圏（プレトリア）に本社を置く、鉄道旅客輸送を営む企業である。

## 概要
ブルートレインと並ぶと言われる豪華寝台列車を運行している。寝台車、展望車、食堂車を連結する。個室内には、シャワー室、トイレも備え付けられている。乗車料はサービス料込みのため、車内では飲食自由で、洗濯などのサービスを受けられる。
独自の軌道は保有せず、既存の軌道に自社所有の列車を運行している。中心駅は、かつて貨物駅だったプレトリアのキャピタルパーク駅を改装している。国内の定期路線のほか、ケープからジンバブエのヴィクトリアフォールズ橋でタンザニアのダルエスサラームまで渡る「世界最高級の豪華列車」と謳う旅客国際列車「プライド・オブ・アフリカ」を運行しており、2年に1度は船舶なども利用してエジプトのカイロまでツアーを行ってる。
ロボスレイルの名称は、創業者であるロハン・フォスの名前にちなんでいる。

## 歴史
- 1989年、実業家であり鉄道ファンでもあるロハン・フォスが、1920年代製の客車を購入し、設立。
- 2010年4月21日、センチュリオン駅にて4人が死亡する脱線事故が発生。

## 路線一覧
- 南アフリカ国内路線
  - プレトリア ～ ケープタウン
  - プレトリア ～ ダーバン
- 国際路線
  - プレトリア ～ ヴィクトリアフォールズ（ジンバブエ）
  - プレトリア ～ スワコプムント（ナミビア）
  - ケープタウン ～ ダルエスサラーム（タンザニア）